# Ilusões Perdidas
Ilusões Perdidas é uma telenovela brasileira, sendo a primeira produzida e exibida pela Rede Globo entre 26 de abril e 30 de julho de 1965 em 56 capítulos, sendo substituída por Marina. Foi escrita por Enia Petri, dirigida por Líbero Miguel e Sérgio Britto.
Foi produzida pela TV Globo de São Paulo, antiga TV Paulista, na época recém-comprada por Roberto Marinho. É, portanto, oficialmente a primeira novela diária da TV Globo. No Rio de Janeiro, foi inicialmente exibida às 19h30, de segunda a quarta-feira. A partir de maio passou a ocupar o horário das 22 horas, de segunda a sexta-feira. Dessa forma, foi também a 1ª "novela das dez" exibida pela emissora.

## Trama
A novela trazia Leila Diniz em seu elenco. A atriz interpretava uma vilã, que fazia par com o personagem de Reginaldo Faria. O ator Osmar Prado fazia o irmão de Leila na história.

## Elenco
| Ator/Atriz       | Personagem |
| ---------------- | ---------- |
| Reginaldo Faria  | Peixoto    |
| Norma Blum       | Ana Maria  |
| Leila Diniz      | Lídia      |
| Monah Delacy     |            |
| Miriam Pires     |            |
| Osmar Prado      |            |
| Emiliano Queiroz |            |
| Marcos Granado   |            |
| Joana Duarte     |            |
| Aldo de Maio     |            |

## Curiosidades
- Inicialmente, Ilusões Perdidas teve direção de Líbero Miguel, substituído por Sérgio Britto.
- A TV Paulista, que posteriormente foi comprada pelo empresário Roberto Marinho, já havia exibido, ao vivo, uma versão de Ilusões Perdidas, sob a direção do mesmo Líbero Miguel. Osmar Prado fazia parte do elenco dessa produção.
- No Rio de Janeiro, a novela era exibida às 19h30, de segunda a quarta-feira. A partir de maio, passou para as 22h, de segunda a sexta-feira.
- A autora Enia Petri e o diretor Líbero Miguel, que foram casados, já haviam trabalhado juntos na TV Paulista, em novelas como Eu Amo Esse Homem e Tortura d'Alma, ambas exibidas em 1964.